# DKW 4=8
Der DKW 4=8 ist ein Pkw der Marke DKW mit Vierzylinder-Zweitakt-V-Motor, der von den Zschopauer Motorenwerken J. S. Rasmussen (ab Mitte 1932 der neu gegründeten Auto Union AG) als Nachfolger des 1929 eingestellten Kleinwagens DKW P 15 PS hergestellt wurde. Der Beiname „4=8“ sollte verdeutlichen, dass ein Vierzylinder-Zweitaktmotor einem Achtzylinder-Viertakter entspreche (vgl. auch DKW 3=6), da hier auf jede Kurbelwellenumdrehung ein Arbeitstakt kommt, während der Viertaktmotor nur in jeder zweiten Kurbelwellenumdrehung einen Arbeitstakt ausführt. Die Laufruhe (Massenausgleich) des Zweitaktmotors ist allerdings nicht besser, sondern nur die Gleichförmigkeit der Kraftabgabe. Die Motoren wurden vom DKW-Stammwerk in Zschopau hergestellt; die Fahrzeuge im Werk Berlin-Spandau montiert.

## Geschichte
Der erste DKW P 25 PS wurde im November 1928 auf der 21. Internationalen Automobil-Ausstellung in Berlin gezeigt, dann aber nur in wenigen Exemplaren gefertigt. Er wurde ausschließlich als zweitürige Limousine angeboten. Der 25 PS (18 kW) starke Motor mit 1 Liter Hubraum trieb über ein Dreigang-Getriebe mit Schalthebel in der Wagenmitte die Hinterräder an. Der P 25 PS hatte wie sein Vorgänger eine selbsttragende Karosserie aus Sperrholz mit Kunstlederbezug, aber mit 2,8 m einen um 10 cm verlängerten Radstand. Ebenso übernahm DKW die beiden Starrachsen mit Querblattfedern.
Der Gaswechsel des Motors wurde nicht wie sonst bei kleinen Zweitaktmotoren mit Kurbelkastenspülung, also durch die Kolbenunterseiten bewirkt, sondern mit zwei doppeltwirkenden Kolbenladepumpen (also mit insgesamt 4 Arbeitsräumen), die zwei eigene Zylinder im Motorblock hatten. Nachdem der durch die Spülung mit Ladepumpen erhoffte geringere Verbrauch gegenüber dem Vorgänger nicht eingetreten war, brachte das Werk 1930 den DKW V 800 4=8 mit auf 2,7 Meter verringertem Radstand heraus. Der auf 0,8 Liter Hubraum verkleinerte Motor mit 20 PS (15 kW) Leistung verbrauchte jedoch nicht weniger Treibstoff, sondern bewirkte nur schlechtere Fahrleistungen. Zudem überhitzte der wie alle DKW-Motoren mit Thermosiphonkühlung versehene Motor leicht und sprang auch bei Kälte schlecht an. Der V 800 war zweitürig als Cabriolimousine oder Cabriolet lieferbar.
Ab 1931 verwendete man daher wieder den größeren 1-Liter-Motor mit 25 PS. Das Modell mit nun hydraulisch betätigter „Öldruckbremse“ hieß DKW V 1000 4=8 und war mit jeweils zwei Türen als Limousine, Cabrio-Limousine und Cabriolet bis 1932 erhältlich.
Der ansonsten unveränderte Wagen kam im März 1932 als DKW Sonderklasse Typ 432 mit um 6 cm verlängertem Radstand, längerer Karosserie und Vierganggetriebe auf den Markt.
Im Oktober desselben Jahres löste der DKW 1001 Sonderklasse mit einem um weitere 9 cm auf 2,85 m vergrößerten Radstand und einem PS mehr Motorleistung den Typ 432 ab. Er hatte hinten eine „Schwebeachse“ mit hochgelegter Querblattfeder. Die Karosserie war eleganter, aber genauso wenig dauerhaft wie die der Vorgänger. Die Holzkonstruktion hing bald zwischen den Achsen durch und einige ältere Exemplare sollen sogar in der Mitte auseinandergebrochen sein.

DKW Sonderklasse 1001 Kübelwagen

Von 1934 bis 1935 wurden 295 Kübelwagen als Sonderserie für Behörden gebaut.
Mit zwei „Schwebeachsen“ folgte im Februar 1934 die DKW Schwebeklasse mit stromlinienförmiger Karosserie. Ab Januar 1935 leistete deren Motor mit zwei Vergasern 30 PS (22 kW). Von Juli 1935 bis zum Ende der Fertigung im April 1937 war ein neu konstruierter Motor mit 1,05 Liter Hubraum und 32 PS (23,5 kW) eingebaut. Die Schwebeklasse war als zweitürige Limousine oder Cabrio-Limousine erhältlich.
Mit dem Motor der letzten Schwebeklasse erschien im Februar 1937 wieder eine DKW Sonderklasse mit dem Fahrgestell und der Ganzstahlkarosserie des Wanderer W24. Damit waren die Probleme mit den sich verziehenden, durchhängenden und schließlich in der Mitte brechenden Holzkarosserien behoben. Die Sonderklasse wurde 1940 eingestellt.
Insgesamt entstanden in elf Jahren von allen DKW 4=8-Modellen knapp 26.000 Stück, davon rund 8000 DKW-Sonderklasse mit Ganzstahlkarosserie.

## Technische Daten

### Typen P 4=8, V 800, V 1000, 432 Sonderklasse und 1001 Sonderklasse
| Typ                   | 4=8 (P 25 PS)     | V 800 4=8         | V 1000 4=8        | Sonderklasse Typ 432 | 1001 Sonderklasse |
| Bauzeitraum           | 1929              | 1930–1931         | 1931–1932         | 1932                 | 1932–1934         |
| Aufbauten             | L2                | L2, Cb2           | L2, Cb2           | L2                   | T4, L2            |
| Motor                 | 4 Zyl. V, 2-Takt  | 4 Zyl. V, 2-Takt  | 4 Zyl. V, 2-Takt  | 4 Zyl. V, 2-Takt     | 4 Zyl. V, 2-Takt  |
| Ventile               | ohne              | ohne              | ohne              | ohne                 | ohne              |
| Bohrung × Hub         | 68 mm × 68 mm     | 68 mm × 68 mm     | 68 mm × 68,5 mm   | 68 mm × 68,5 mm      | 68 mm × 68,5 mm   |
| Hubraum               | 980 cm³           | 782 cm³           | 990 cm³           | 990 cm³              | 990 cm³           |
| Leistung (PS)         | 25                | 20                | 25                | 25                   | 26                |
| Leistung (kW)         | 18,4              | 14,7              | 18,4              | 18,4                 | 19,1              |
| Verbrauch             | 10 l/100 km       | 10 l/100 km       | 10 l/100 km       | 11 l/100 km          | 12 l/100 km       |
| Höchstgeschwindigkeit | 90 km/h           | 85 km/h           | 90 km/h           | 95 km/h              | 90 km/h           |
| Leergewicht           | 780 kg            | 750 kg            | 780 kg            | 800 kg               | 980 kg            |
| Zul. Gesamtgewicht    | 1130 kg           | 1100 kg           | 1130 kg           | 1150 kg              | 1280 kg           |
| Elektrik              | 6 Volt            | 6 Volt            | 6 Volt            | 6 Volt               | 6 Volt            |
| Länge                 | 3600 mm           | 3680 mm           | 3680 mm           | 4000 mm              | 4150 mm           |
| Breite                | 1450 mm           | 1380 mm           | 1380 mm           | 1400 mm              | 1500 mm           |
| Höhe                  | 1620 mm           | 1620 mm           | 1620 mm           | 1650 mm              | 1560 mm           |
| Radstand              | 2800 mm           | 2700 mm           | 2700 mm           | 2760 mm              | 2850 mm           |
| Spur vorne / hinten   | 1100 mm / 1200 mm | 1110 mm / 1120 mm | 1120 mm / 1170 mm | 1120 mm / 1170 mm    | 1250 mm / 1250 mm |
| Wendekreis            |                   |                   |                   | 12 m                 |                   |

### Typen mit stromlinienförmiger Karosserie
| Typ                   | Schwebeklasse (bis 1935) | Schwebeklasse (ab 1935) | Sonderklasse (ab 1937) |
| Bauzeitraum           | 1934–1935                | 1935–1937               | 1937–1940              |
| Aufbauten             | L2                       | L2                      | L2                     |
| Motor                 | 4 Zyl. V, 2-Takt         | 4 Zyl. V, 2-Takt        | 4 Zyl. V, 2-Takt       |
| Ventile               | ohne                     | ohne                    | ohne                   |
| Bohrung × Hub         | 68 mm × 68,5 mm          | 70 mm × 68,5 mm         | 70 mm × 68,5 mm        |
| Hubraum               | 990 cm³                  | 1054 cm³                | 1054 cm³               |
| Leistung (PS)         | 26–30                    | 32 bei 3800/min         | 32 bei 3800/min        |
| Leistung (kW)         | 19,1–22                  | 23,5                    | 23,5                   |
| Verbrauch             | 12,5 l/100 km            | 13 l/100 km             | 13 l/100 km            |
| Höchstgeschwindigkeit | 90 km/h                  | 95 km/h                 | 95 km/h                |
| Leergewicht           | 1000 kg                  | 1000 kg                 | 975 kg                 |
| Zul. Gesamtgewicht    | 1400 kg                  | 1400 kg                 | 1375 kg                |
| Elektrik              | 6 Volt                   | 6 Volt                  | 6 Volt                 |
| Länge                 | 4300 mm                  | 4300 mm                 | 4150 mm                |
| Breite                | 1590 mm                  | 1590 mm                 | 1600 mm                |
| Höhe                  | 1560 mm                  | 1560 mm                 | 1510 mm                |
| Radstand              | 2850 mm                  | 2850 mm                 | 2600 mm                |
| Spur vorne / hinten   | 1300 mm / 1250 mm        | 1300 mm / 1250 mm       | 1300 mm / 1320 mm      |
| Wendekreis            |                          |                         | 10 m                   |

- T4 = 4-sitziger Tourenwagen
- L2 = 2-türige Limousine
- Cb2 = 2-türiges Cabriolet
- 1934/35 wurden 294 Kübelwagen als Sonderserie DKW Sonderklasse 1001 für Behörden gebaut.[1]

## Quelle
- Werner Oswald: Deutsche Autos 1920–1945. 10. Auflage, Motorbuch Verlag, Stuttgart 1996, ISBN 3-87943-519-7.